# Tony Brown (darter)
Tony Brown (Dover, 1 april 1945 – Derby, 22 september 2022) was een Engels professionele dartsspeler. Hij bereikte de halve finales van de World Professional Darts Championship vier keer en verloor twee keer van Eric Bristow en twee keer van John Lowe.
Hij deed mee op het allereerste WK in 1978 en was als nummer 8 geplaatst, maar verrassend genoeg verloor hij van Tim Brown uit Australië. Brown haalde in drie opeenvolgende jaren de halve finale van het WK in 1979, 1980 en 1981. Na een verrassende tweede ronde nederlaag in de 1982 bereikte Brown weer de halve finale in 1983 maar verliest van Bristow.
Hij heeft ook succes gehaald in andere grote toernooien. Het winnen van de BDO British Open in 1979 en de Indoor League Yorkshire Television darts competitie in 1977. Hij won ook de WDF Europe Cup in 1980. Brown bereikte de finale van het prestigieuze Winmau World Masters in 1978, maar verliest van Ronnie Davis.
Brown had veel succes met Team Engeland. Ze wonnen de WDF World Cup team evenement in 1979 en 1981 en de WDF World Cup koppels samen met Cliff Lazarenko in 1981. Hij heeft ook samen met Lowe en Bristow, de Nations Cup voor Engeland veroverd in 1979 en 1980.
Brown was een van de spelers die hielp met het vormen van de spelers vereniging Wbp (Professional Dart Players Association) samen met Lowe, Lazarenko en Dave Whitcombe. De vereniging werd opgericht met de bedoeling het bevorderen van meer toernooien op televisie. Brown maakte geen deel uit van de darts competities in de jaren 1990 (zijn laatste WK verschijning was 1984), maar de Wbp zou wel belangrijk zijn in de vorming van de World Darts Council (nu Professional Darts Corporation) en zou het spel opsplitsen in twee organisaties.
Brown overleed op 22 september 2022 op 77-jarige leeftijd.

## Resultaten op Wereldkampioenschappen

### BDO
- 1979: Halve finale (verloren van John Lowe met 2-3)
- 1980: Halve finale (verloren van Eric Bristow met 3-4)
- 1981: Halve finale (verloren van John Lowe met 1-4)
- 1982: Laatste 16 (verloren van Dave Miller met 0-2)
- 1983: Halve finale (verloren van Eric Bristow met 1-5)
- 1984: Laatste 32 (verloren van John Lowe met 0-2)

### WDF
- 1977: Laatste 64 (verloren van Barry Delbridge met 3-4)
- 1979: Halve finale (verloren van Ceri Morgan met 3-4)
- 1981: Laatste 16 (verloren van Jocky Wilson met 3-4)